# Lioudmila Zaïtseva
Pour les articles homonymes, voir Zaïtseva.
Lioudmila Gueorguievna Zaïtseva est une joueuse d'échecs russe née le 10 février 1956 à Vorochilov. Championne de Russie en 1993 et 1996, elle a le titre de grand maître international féminin depuis 1990.

## Biographie et carrière
Lioudmila Zaïtseva finit troisième-quatrième du  tournoi interzonal féminin de 1985 et quatrième après un match de départage contre Agnieszka Brustman. Dix ans plus tard, en 1995, elle fut finie à la 32e place ex æquo du  tournoi interzonal féminin de 1995.  Elle remporta le championnat d'échecs de Russie féminin à deux reprises (en 1993 et en 1996).
Elle  obtint le titre de maître international féminin en 1982 et celui de grand maître international féminin en 1986.
Zaïtseva représenta la Russie lors de deux olympiades : en 1994, elle marqua 5 points sur 9 au deuxième échiquier, puis en 1996, elle remporta la médaille de bronze par équipe avec la Russie.